# Приворотень Стевена
Приворотень Стевена (Alchemilla stevenii) — вид квіткових рослин родини трояндових (Rosaceae).

## Біоморфологічна характеристика
Це багаторічна рослина 5–20 см заввишки. Запушення густе. Квітконіжки нижніх квіток волосисті, інші голі, гіпантії запушені. Листки з 7–9 овальними лопатям, кожна — з 6–8 вузькими, гострими зубцями.

## Поширення
Зростає в Криму й Туреччині. В Україні вид росте на яйлах — у гірському Криму (Чатирдаг, Бабуган-яйла). У Туреччині знайдений у Трабзоні та Вані, живе на крутих скелястих схилах на висоті ≈ 2000–2200 метрів.